# لوكاس بوستلبيرغر
لوكاس بوستلبيرغر (بالألمانية: Lukas Pöstlberger) (و. 1992 – م) هو راكب دراجة هوائية، من النمسا.

## سباقات أو مراحل فاز بها
| التاريخ        | السباق                                                    | المركز                      |
| -------------- | --------------------------------------------------------- | --------------------------- |
| 01 يناير 2013  | 2013 Grand Prix Kranj                                     | الفائز في التصنيف العام     |
| 13 سبتمبر 2014 | طواف بوهيميا 2014                                         | الفائز في التصنيف العام     |
| 01 يناير 2015  | 2015 Rás Tailteann                                        | الفائز في التصنيف العام     |
| 19 أبريل 2015  | 2015 Belgrade-Banja Luka II                               | المركز الثاني               |
| 02 أغسطس 2015  | 2015 Tour Alsace                                          | الفائز في تصنيف القتال      |
| 31 يوليو 2016  | طواف الدنمارك 2016                                        | الثالث في تصنيف الجبال      |
| 24 مارس 2017   | إي ثري هاريل بيك 2017                                     | الخامس في التصنيف العام     |
| 28 مايو 2017   | طواف إيطاليا 2017                                         | الخامس في تصنيف النقاط      |
| 08 سبتمبر 2017 | جائزة كيبيك الكبرى للدراجات 2017                          | الفائز في ترتيب التسلق      |
| 24 سبتمبر 2017 | سباق الطريق في بطولة العالم 2017                          | المرتبة 22 في التصنيف العام |
| 18 فبراير 2018 | فولتا الغارف 2018                                         | الثالث في تصنيف الجبال      |
| 26 يونيو 2022  | سباق الطريق للرجال في بطولة النمسا 2022                   | المركز الثالث               |
| 25 يونيو 2023  | 2023 Austria National Road Cycling Championships - Men RR | المركز الثالث               |
| 22 أكتوبر 2023 | 2023 Sun Hung Kai Properties Hong Kong Cyclothon          | الفائز في التصنيف العام     |

## روابط خارجية
- لوكاس بوستلبيرغر على موقع الاتحاد الدولي للدراجات (الإنجليزية)
- لوكاس بوستلبيرغر على موقع أرشيف الدراجات (الإنجليزية)
- لوكاس بوستلبيرغر على موقع إحصائيات الدراجات الإحترافية (الإنجليزية)
- لوكاس بوستلبيرغر على موقع نسبة الدراجات (الإنجليزية)
- لوكاس بوستلبيرغر على موقع CycleBase (الإنجليزية)